# Пелагій (чернець)
Пела́гій (лат. Pelagius; бл. 354—бл.420/440) — чернець-аскет, якого Римська церква проголосила єретиком. Не визнавав доктрину про перворідний гріх Адама. Його інтерпретація доктрини свободи волі стала відомою як пелагіанізм. 

## Вчення
Він прибув до Риму у другій половині IV століття і мав зв'язки з антиохійською школою. Він вважав людську природу повною, непорушною, автономною та спроможною творити добро і навіть людськими силами досягнути вічного життя. Така людина чудова сама по собі без Божої благодаті. Вважав, що Гріх Адама не переноситься на нащадків, але може впливати морально як злий приклад. Силою своєї вродженої ненарушеності людина може оминати гріх. В цілій своїй діяльності людина не потребує Бога, а навіть більше, може користуватися такою зовнішньою допомогою як об'явлення, але не має причини приймати Божий вплив на душу, бо це противилося би людській автономії і свободі. В цьому полягає його єресь. Благодать, згідно із вченням Пелагія зводиться до зовнішньої підтримки або  природних обдарювань людини. Отже заперечується передача первородного гріха. Заперечується або применшується ціла надприродна можливість ласки, щоб викликати довіру до людини, яку робиться ковалем її призначення.

## Критика
Основні положення бл. Августина щодо вчення проти Пелагія. Тут маємо 4 пункти.
- Адам був піднесений Богом до надприродного стану особливими привілеями, що доповнювали його природу (донанатураліа, донапренатураліа і донасупернатураліа). І все-таки він допустився гріха радше внутрішнього, а не зовнішнього. Тут не йдеться про зірвання плоду і про те, що він їв, але про зовнішнє. Він допустився гріха, через який втратив для себе і для своїх нащадків всі ті божі дари, які творили початкову праведність. Всі втратив. Залишилися тільки натуралізм.

- Гріх Адама перейшов на нащадків не лише самим наслідуванням, як казав Пелагій (він казав, що первородний гріх – це поганий приклад, він не перейшов на людей, це залишилося у Адама). Августин каже „ні“, гріх Адама перейшов на нащадків не лише самим наслідуванням, але способом правдивого успадкування і поставив дітей Адама в стан неприязні з Богом та в прикре моральне і фізичне положення. Бо попросту маємо затьмарений розум, послаблену волю і не маємо гармонії наших почуттів, які були в раю.

- Хрещення є обов'язковим, як це доказує практика Церкви навіть для новонароджених, які не мають особливих гріхів, але є заражені первородним гріхом.

- Смерть, терпіння, всі злидні сучасного життя, а особливо грішні пожадання є наслідком первородного гріха, який настільки обтяжує положення людини, що обов'язково вимогає Божої благодаті, щоби повернути надприродний стан приязні з Богом і відновлення природи. Піднести потім до надприродного рівня.

## Напівпелагіанізм
У Франції діяв Касій зі школи св Віктора і були його послідовники. Вони твердили, що початок віри і спасіння завдячуємо природним силам людської волі, а ласка вступає в дію, щоб довести до їх сповнення, тобто початок можемо самі зробити, а потім Божа ласка нам допомагає. Тобто діє наполовину Бог і наполовину людина. Тому цей напрямок називається семіпелагіонізм. Бог дає всім свою ласку, з якої кожний може користуватися або надуживати нею по своїй волі. Витривалість залежить від волі кожної людини.

### Осудження пелагіанізму
Церква осудила Пелагія на Африканському соборі (синоді в Мілеві) 416 року за папи Іннокентія І, на Карфагенському Синоді 418 року за папи Зосима, який розіслав по всіх єпіскопах лист під назвою “Тракторія з осудженням Пелагія”. А семіпелагіонізм був осуджений папою Келестином І на синоді в Оранжі 529 року, що згодом затвердив папа Боніфацій II.

## Цікаві факти
За топономістичним дослідженням українського мовознавця Костянтина Тищенка у 5 сторіччі спостерігалось переселення пелагіян на терени сучасної України.